# Makanya (Same)
Makanya è una circoscrizione mista (mixed ward) della Tanzania situata nel distretto di Same, regione del Kilimangiaro. Conta una popolazione di 10 629 abitanti (censimento 2012).